# Kirche Terpitz

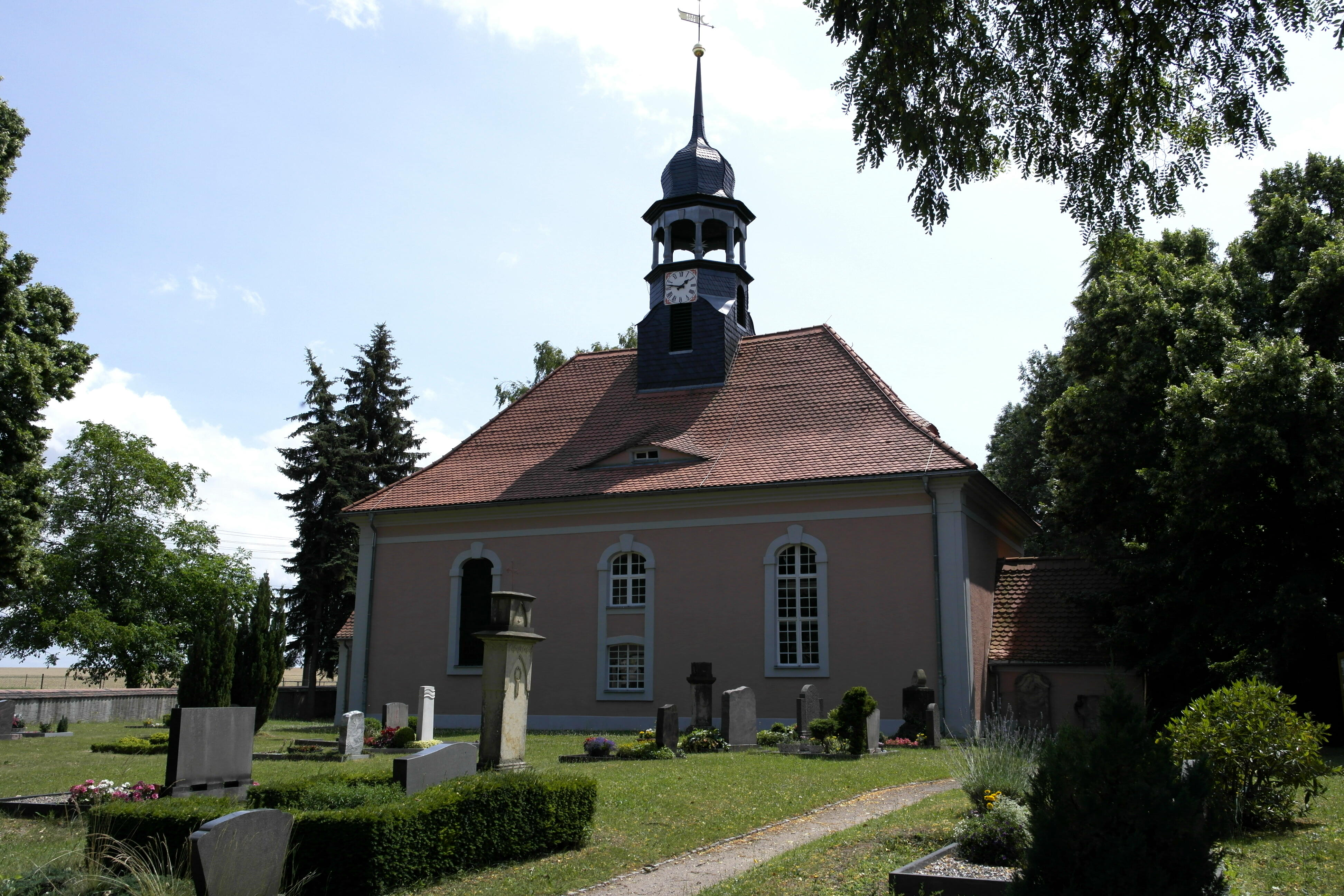
Ansicht

Die denkmalgeschützte evangelisch-lutherische Kirche in Terpitz, einem Ortsteil der Gemeinde Liebschützberg im Landkreis Nordsachsen, befindet sich im ländlichen Gebiet zwischen Oschatz, Riesa und Strehla.

## Geschichte

### Bis 1800
Urkundlich wird ein Herrensitz Heinricus de Tirpcz um 1286 urkundlich erwähnt. Im Jahr 1297 nannte sich der markgräfliche Vogt zu Oschatz Moritz von Terpitz. Um 1500 ist eine  Pfarrkirche (Archidiakonat Dompropstei, sedes Oschatz/Mn) aufgeführt. Von dem gotischen Vorgängerbau ist wenig bekannt.
Die jetzige von 1711 bis 1712 auf dem Terpitzer Friedhof errichtete Kirche wurde am ersten Advent 1712 eingeweiht. Die barocke Kirche mit rechtwinkligem Kirchenschiff wird von einem Walmdach mit achteckigem Dachreiter überdeckt. Den Abschluss bildet eine ebenfalls achteckige Laterne mit zwiebelförmige Haube mit vergoldeter Kugel und Wetterfahne. In der Laterne befindet sich das Geläut von 1628, bestehend aus drei Bronzeglocken.

### Ab 1800
Im Jahr 1874 wurden Erneuerungsarbeiten durchgeführt. Das Pfarrhaus wurde 1800 und um 1812 die Wirtschaftsgebäude errichtet. Ebenfalls um 1800 wurde für 16.730 RM ein neues Schulgebäude erbaut. Das Dach und die elektrischen Anlagen wurden in den 1990er Jahren erneuert. Der Dachreiter, das Dachtragwerk, der Außenputz und die beiden Buntglasfenster konnte mit Mitteln der Stiftung zur Bewahrung kirchlicher Baudenkmäler in Deutschland (KiBa) saniert werden. Ab 2011 gehörte die Kirche Terpitz zur Bornaer evangelisch-lutherischen Kirchgemeinde, seit 2020 zur Kirchgemeinde Oschatzer Land im Kirchenbezirk Leisnig-Oschatz der Evangelisch-Lutherischen Landeskirche Sachsens.

## Ausstattung
Das Innere ist schlicht und harmonisch gehalten. An der Ostwand befindet sich der Altar aus dem Jahr 1712. Zwei Säulen über dem Altartisch tragen ein verkröpftes Gesims mit einer wuchtig wirkenden Verdachung. Seitlich vom Altar befinden sich zwei Postamente mit Flammen, vermutlich aus Sandstein gefertigt. Zwei bleiverglaste bunte Seitenfenster aus dem Jahr 1909 im Altarraum stellen die Geburt Christi und den auferstandenen Heiland dar.
Im westlichen Teil des Langhauses befinden sich zweigeschossige Emporen und die Orgelempore, an der Nordwand war die einst verglaste Herrschaftloge des Rittergutes Mannschatz. Die Orgel schuf Orgelbauer Hermann Eule aus Bautzen um 1886. Der Taufstein aus dem 14. Jahrhundert stammt noch vom Vorgängerbau.

## Geläut
Das jetzige Geläut besteht aus drei Eisenhartgussglocken aus der Glockengießerei Schilling und Lattermann aus Apolda und wurde im Jahr 1955 gegossen – als die neuen Glocken kamen, fand die kleine Bronzeglocke ihr neues Zuhause in der Kirche Schmannewitz. Der Glockenstuhl besteht aus einer Stahlkonstruktion wie auch die Glockenjoche. Die drei Glocken von 1955 haben folgende Merkmale:
| Nr. | Gussdatum | Gießer                                   | Durchmesser | Masse  | Schlagton |
| --- | --------- | ---------------------------------------- | ----------- | ------ | --------- |
| 1   | 1955      | Glockengießerei Schilling und Lattermann | 990 mm      | 430 kg | h′        |
| 2   | 1955      | Glockengießerei Schilling und Lattermann | 770 mm      | 200 kg | dis″      |
| 3   | 1955      | Glockengießerei Schilling und Lattermann | 650 mm      | 119 kg | fis″      |

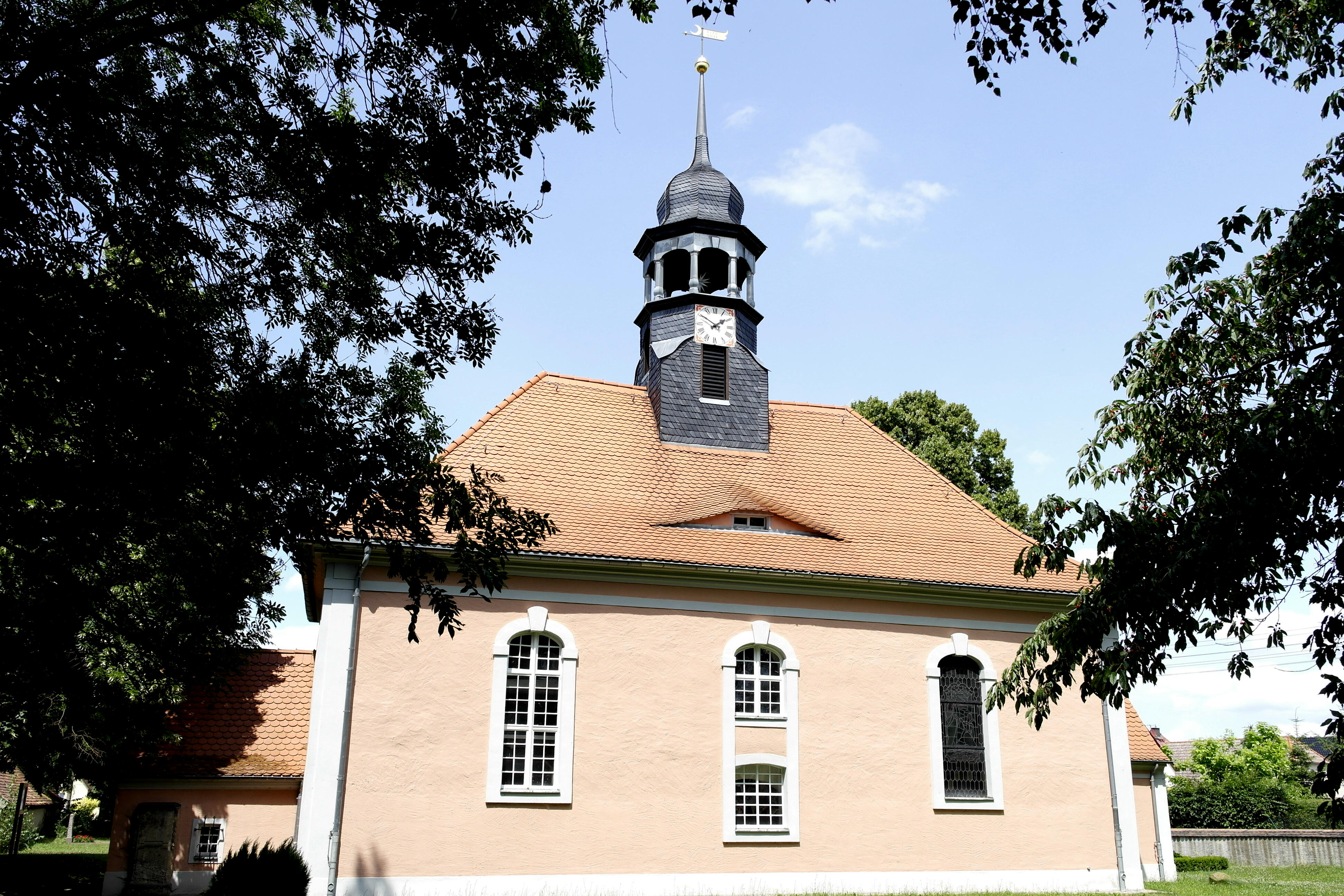
Ansicht vom Friedhof
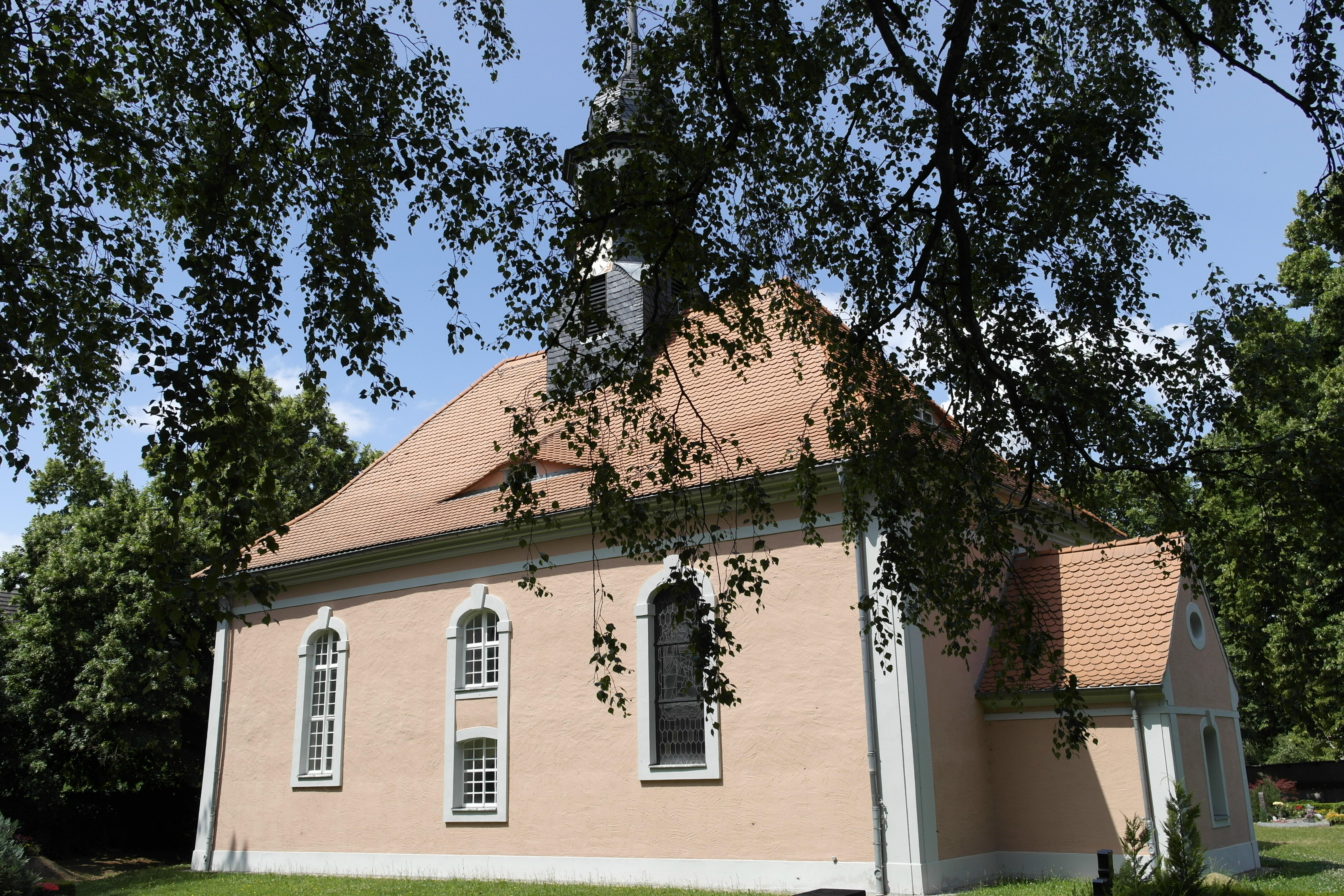
Ansicht vom Friedhof
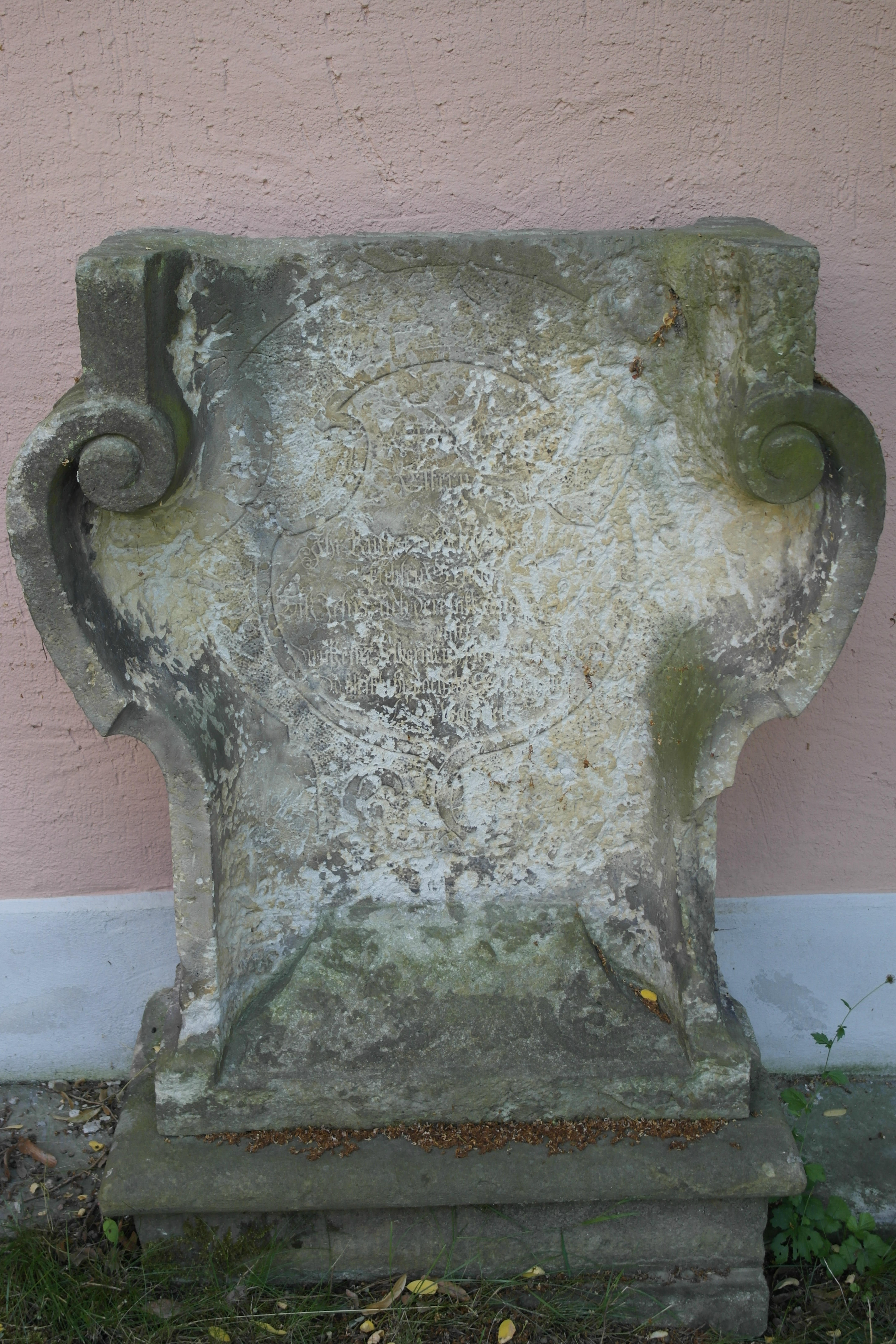
Grabmal
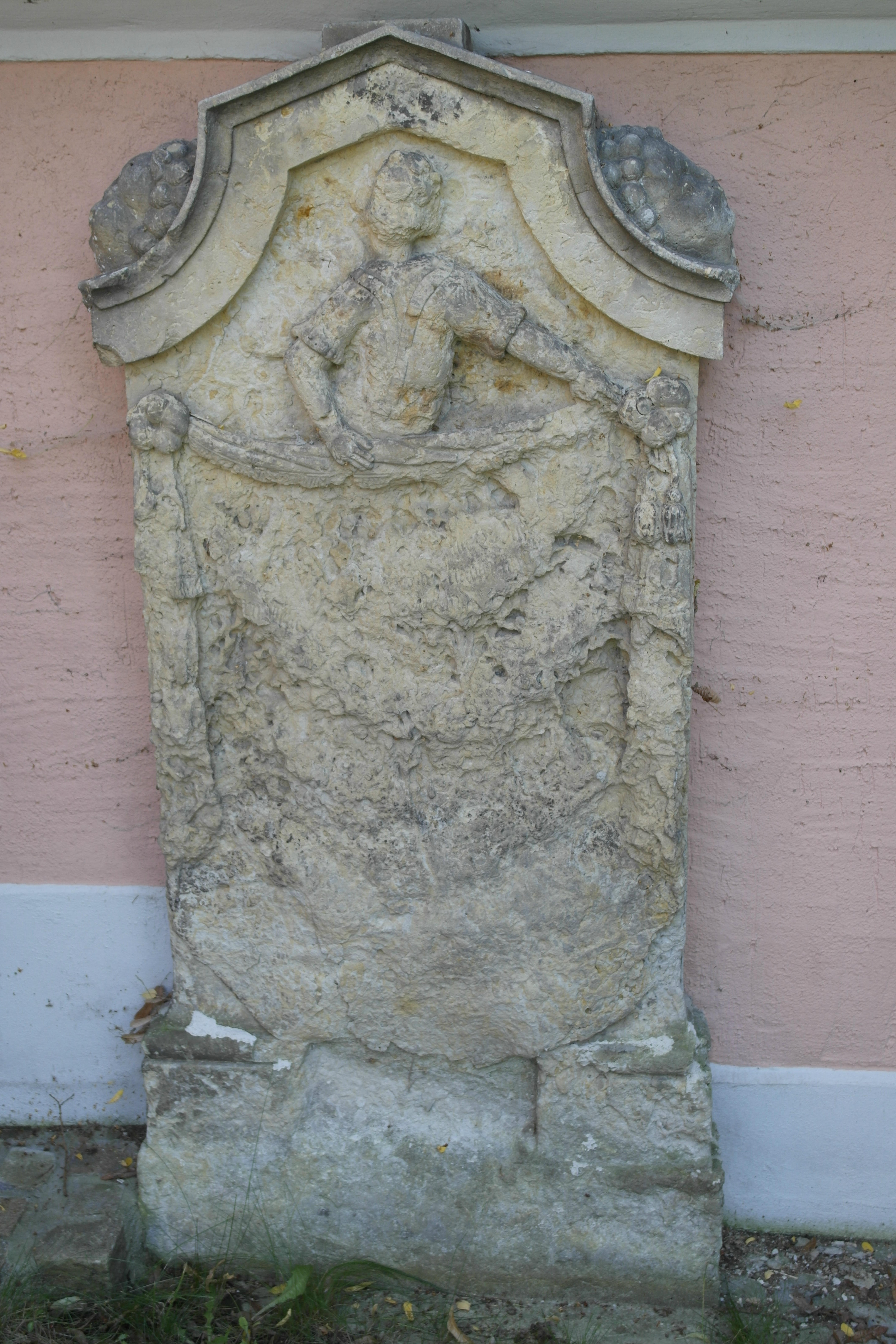
Grabmal